# Теллурид скандия
Теллурид скандия — бинарное неорганическое соединение
скандия и теллура
с формулой ScTe,
кристаллы.

## Получение
- Нагревание стехиометрических количеств чистых веществ:

{\displaystyle {\mathsf {Sc+Te\ {\xrightarrow {1000^{o}C}}\ ScTe}}}

## Физические свойства
Теллурид скандия образует кристаллы нескольких модификаций:
- гексагональная сингония, пространственная группа P 63/mmc, параметры ячейки a = 0,4120 нм, c = 0,6749 нм, Z = 2, структура типа арсенида никеля NiAs;
- гексагональная сингония, пространственная группа P 63/mmc, параметры ячейки a = 0,672 нм, c = 0,8360 нм;
- гексагональная сингония, пространственная группа P 63/mmc, параметры ячейки a = 0,40969 нм, c = 1,3602 нм, Z = 4 [1][2][3].